# 후라탕
후라탕(胡辣湯), 즉 매운 고추 수프 또는 매운 수프라고도 알려진 이 음식은 허난성에서 유래하여 허난성과 산시성 (섬서성)에서 모두 인기를 얻은 중국 전통 수프의 일종이다. 중국 이민자들은 이 수프를 미국에 소개했으며, 미국에서는 "매운 수프"로 알려져 있다. 허난성에서는 샤오야오쩐 버전(저우커우시 근처 마을)과 베이우두 버전의 두 가지 다른 버전으로 나눌 수 있다. 그 이름—문자 그대로 '후추' + '고추/칠리' + '수프'라는 글자—가 의미하듯이, 소고기 육수로 만든 국물에 고추속과 후추가 들어간다.

## 역사
수프의 정확한 기원은 현재 정확히 밝힐 수 없지만, 수프의 주재료인 후추는 당나라 때까지 중국에 도입되지 않았다. 이 수프는 그 이후, 송나라 시대에 생겨났다.
한 가지 이론은 후추가 들어간 수프가 북송 후기 휘종 시대에 유래했다는 것이다. 전설에 따르면 송나라 휘종 황제는 먹고 마시고 노는 데 몰두하여 전국이 사치로 가득 찼다고 한다.
그때 궁궐에는 북송 휘종의 깊은 사랑을 받던 젊은 환관이 있었다. 어느 날 젊은 환관은 송나라 휘종 황제의 허락을 받아 송산의 소림사를 방문했다. 사찰의 주지 스님은 황제 앞의 유명인사에 대해 매우 열정적이었다. 그는 젊은 환관의 얼굴이 붉고 귀가 붉고 입술이 말랐으며 음식이 부족한 것을 보고 소림사의 독특한 "해장국" 한 그릇을 내놓았다. 마신 후 젊은 환관은 상쾌함을 느끼고 매우 기뻐하며 며칠 동안 마셨다. 떠나기 전 그는 주지 스님에게 "해장국"의 처방을 물었다.
나중에 젊은 환관은 우당산으로 놀러 왔다. 우당산의 우두머리는 젊은 환관을 위해 우당산의 "샤오시 차"를 준비했다. 며칠 동안 마신 후 젊은 환관의 몸은 정상으로 돌아왔고, 심지어 얼굴도 훨씬 발그레하고 깨끗해졌다. 젊은 환관은 "샤오시 차"에 매우 감사하며 다시 그것을 요청했다.
궁궐로 돌아온 후 젊은 환관은 이 두 처방을 황실 주방에 넘겨 종합적인 색, 향, 맛을 가진 수프 한 그릇을 개발하게 했다. 맛은 더욱 향긋했고, 숙취를 해소하고 정신을 맑게 하며, 식욕을 돋우고 비장을 강화할 수도 있었다. 이 수프 한 그릇은 황제에게 바쳐졌다. 황제가 수프의 이름이 무엇인지 묻자 어린 환관은 번뜩이는 영감을 얻어 "장수 수프"라고 대답했다.
"정강의 변" 이후, 어린 환관은 민간으로 떠돌아다니며 아침 식사 가게를 열었다. 한 손님이 실수로 냄비에 후추를 뿌렸다. 뜻밖에도 맛은 더욱 풍부하고 진해졌다. 나중에 그것은 "후라탕"이라고 이름 붙여졌다.
수십 년 동안 이 수프는 현지인들의 입맛과 선호도에 따라 중국의 여러 지역에서 수많은 변형으로 발전했지만, 이 수프의 가장 기본적이고 특징적인 점은 결코 변하지 않았다. 그것은 후추로 풍부하게 양념되어 있으며 수프의 질감이 매우 걸쭉하고 끈적하다는 것이다. 후추 외에도 생강, 아니시드, 회향과 같은 일부 허브와 향신료가 끓는 수프에 첨가되어 풍미를 향상시키고 매콤하고 뜨겁게 만든다.
현대 중국에서, 특히 북부인들에게 후라탕은 인기 있는 아침 식사 요리이다. 한 그릇의 수프는 일반적으로 4 위안부터 시작하지만, 식당의 명성, 재료의 품질 및 다양성에 따라 더 비쌀 수 있다.

## 종류

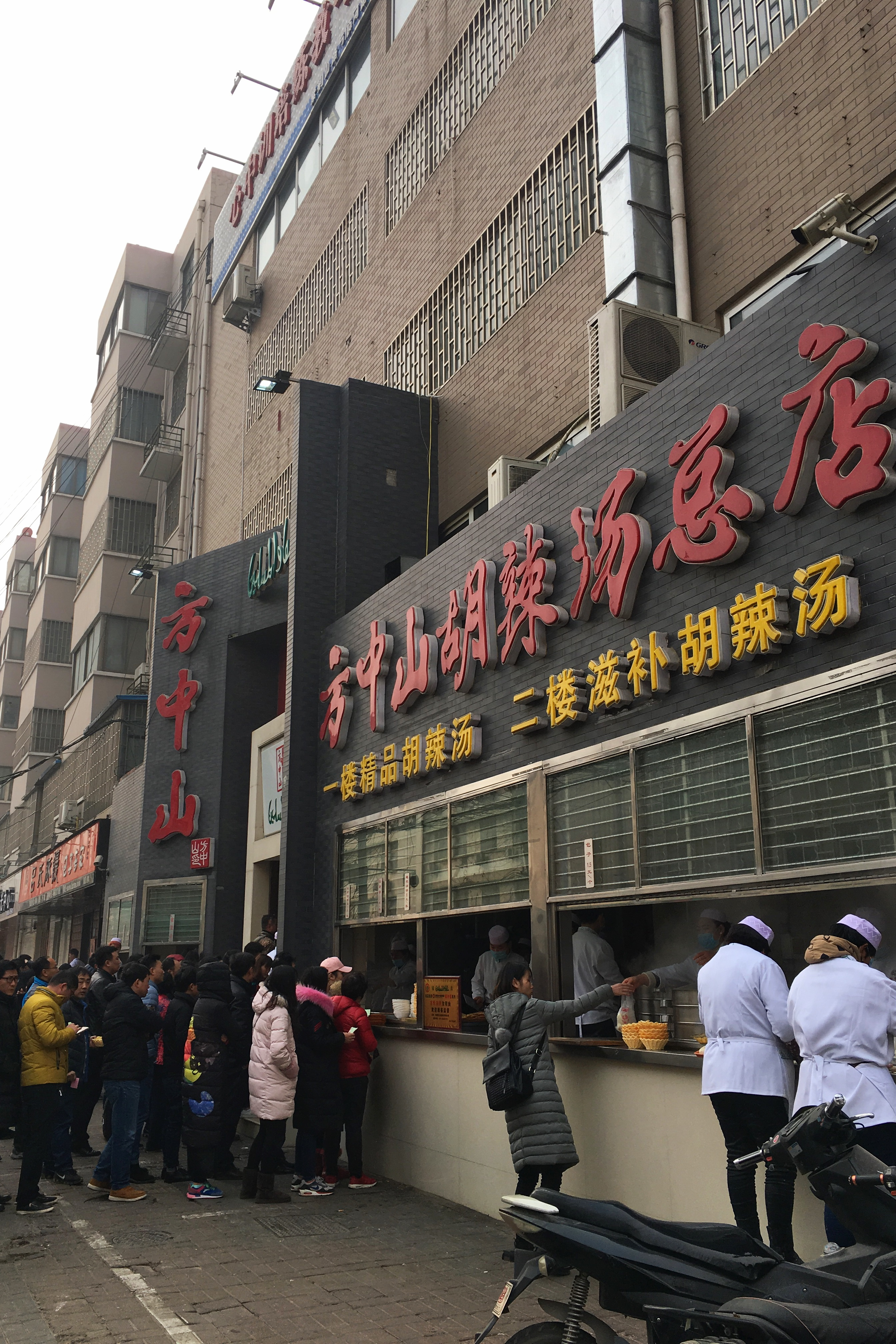
정저우시의 후라탕 전문점

### 베이우두 후라탕
베이우두의 후라탕은 수십 가지 향신료로 끓여서 수프의 색이 어둡다. 그리고 검은 후추 때문에 매우 매운 맛이 난다. 베이우두 후라탕의 또 다른 이름은 "팔보탕"인데, 이는 많은 재료가 들어 있다는 뜻이다. 일반적으로 재료에는 글루텐, 다시마목, 당면, 땅콩, 후추 등이 포함된다.

### 샤오야오쩐 후라탕
이 수프들의 주된 차이점은 다른 향신료의 사용이다. 사람들은 베이우두와 샤오야오쩐 사이의 정확한 비율 차이를 알 수 없다. 그러나 샤오야오쩐의 매운 고추 수프는 샤오야오쩐 사람들이 다른 곳으로 이주하면서 더 널리 퍼졌다. 샤오야오쩐은 송나라 시대 운하 교통의 번영으로 인해 중요한 도시였다. 그래서 후라탕은 고향을 떠나 생계를 유지하는 사람들과 함께 퍼졌다. 그리고 샤오야오쩐은 현재 후라탕의 가장 중요한 장르 중 하나이다.

### 미트볼을 곁들인 시안 후라탕
시안시 후라탕 또한 오랜 역사를 가지고 있으며, 산시성 (섬서성)과 허난성 사이를 사람들이 이동하면서 발전했다. 시안 사람들은 수프의 일부 재료를 바꾼다. 그들은 미트볼, 감자, 당근, 셀러리 및 다른 많은 채소를 수프에 넣어 현지 입맛에 맞게 만든다. 시안 후라탕은 때때로 잘게 썬 발효 납작빵과 함께 제공된다.

### 카이펑 후라탕
소스 (음식)의 일종으로, 사람들이 후라탕을 먹을 때 소스를 곁들인 두부 두부 푸딩과 함께 제공된다. 후추의 뜨겁고 매운맛과 소스를 곁들인 두부 두부 푸딩의 달콤하고 상쾌한 맛이 어우러져 열을 식히고 해열 작용을 한다. 그래서 사람들이 소스를 곁들인 두부 두부 푸딩을 먹을 때 작은 접시의 후라탕을 곁들인다.

### 싱양 매운 수프
싱양 매운 수프는 다양한 천연 한약재를 특정 비율로 혼합하고, 후추와 고추를 넣어 뼈 육수 베이스로 끓여 만든 맛있는 육수이다. 풍부한 맛, 밝은 색, 걸쭉하고 끈적한 질감, 매콤하고 맛있는 풍미가 특징이며, 싱양 주민들 사이에서 인기 있는 아침 식사 요리이다. 이 수프는 맵고 향긋하며 영양가가 높고 식욕을 돋운다. 주요 재료는 매운 수프 믹스, 후추, 고추, 익힌 양고기 또는 소고기, 뼈 육수, 밀 글루텐, 밀가루, 베르미첼리, 목이버섯 등이다. 종종 튀긴 도우 스틱, 찐빵, 파 팬케이크, 팬에 구운 납작빵, 겹겹이 쌓은 납작빵과 함께 즐겨 먹는다. 특히 두부 푸딩과 섞어 "투 믹스(Two Mixed)"라고 불리는 경우, 현지인들에게 매우 인기가 많다. 시 구절에 따르면: "새벽에 끓인 매운 수프는 하루 종일 장을 통해 흐르며, 근심 없이 즐길 수 있게 한다."

### 화이양 매운 수프
화이양의 주마즈 졸인 고기 매운 수프는 역사적으로 "주 가족 매운 수프"로 알려져 있으며 흥미로운 배경 스토리를 가지고 있다. 주마즈의 본명은 주진장으로, 화이양에 거주하는 사람이었다. 그의 조상들은 송나라 시대부터 북십자 거리 서쪽에서 매운 수프를 팔기 시작했다. 전설에 따르면 명나라 주원장 황제의 통치 초기, 그가 며칠 동안 음식을 먹지 못하고 화이양을 지나다가 지쳐서 북십자 거리에서 쓰러졌는데, 주씨 성을 가진 노인이 그를 구하고 매운 수프 한 그릇을 대접했다고 한다. 그것을 마신 후 주원장은 즉시 기력을 되찾고 세 그릇을 연달아 마시며 "훌륭한 수프, 훌륭한 수프"라고 칭찬했다. 왕위에 오른 후 주원장은 노인을 황실 주방으로 불러 수프를 담당하게 했다. 그 이후로 주씨 가문의 매운 수프는 명성을 얻었고, 주씨 가문은 그것을 생계 수단으로 삼았다.
중화민국 시대에 주마즈는 조상으로부터 수프 만드는 기술을 물려받아 헌신적인 노력을 통해 졸인 고기 매운 수프를 만들어냈고, 그리하여 "주마즈 졸인 고기 매운 수프"로 알려지게 되었다. 이 수프는 균형 잡힌 농도, 적당한 짠맛과 단맛, 부드러운 고기, 그리고 톡 쏘는 매콤한 맛과 향긋한 냄새가 특징이다. "아침에 매운 수프를 마시면 저녁까지 향기로운 트림이 나온다"고 한다. 화이양을 방문하는 관광객들과 홍콩, 마카오, 대만에서 돌아온 화이양 출신 주민들 모두 "주마즈 매운 수프"를 간절히 기대하며 극찬한다.

## 재료
주요 재료는 익힌 소고기, 소고기 육수, 밀가루, 베르미첼리, 다시마목, 시금치, 후추, 생강, 소금, 식초, 참기름이다.

## 현대의 가치와 영향
후라탕은 음식일 뿐만 아니라 지역 주민들에게 큰 경제적 이익을 가져다줄 수 있다. 후라탕 산업의 지속적인 발전과 함께 점점 더 많은 사람들이 이 산업에 진출하여 후라탕의 생산, 판매 및 서비스에 종사하기 시작한다. 이는 지역에 더 많은 고용 기회를 가져다줄 뿐만 아니라 지역 경제의 발전에도 기여한다.
후라탕 생산의 산업화는 일반 사람들에게 많은 이점을 제공한다. 예를 들어, 샤오야오쩐 사람들은 이제 재료와 향신료를 포장하여 전자상거래 플랫폼을 통해 전 세계 사람들에게 판매한다. 작은 패키지를 만들기 위해 소고기와 양고기의 수요량뿐만 아니라 샤오야오쩐의 노동자 수도 극적으로 증가했다. 후라탕의 산업화는 주민들에게 많은 일자리를 제공했다. 정부 또한 빈곤층 사람들이 수프 판매 사업을 시작할 수 있도록 돕고 있다.

## 같이 보기
- 중국식 수프 목록
- 수프 목록